# Soneto 88

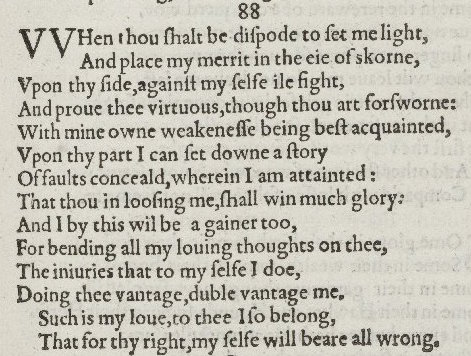
Soneto 88 en el cuarto de 1609 de los sonetos de William Shakespeare.

Soneto 88 (LXXXVIII) es uno de los 154 sonetos escritos por el poeta y escritor inglés William Shakespeare. Es parte de uno de los sonetos "Lejana juventud", en los cuales el poeta expresa su amor a un joven hombre.

## Sinopsis
Cuando me critiques accederé gustoso a aceptar tales injurias, respaldando tu virtud, incluso siendo mientras me traicionas. Al conocer mis propias faltas puedo ser increíblemente convincente al describirlas, siendo tú reivindicada. Incluso ganaré, pues mi amor por ti es tal, que cualquier ganancia tuya, es más provechosa para mi. Mi cariño y preocupación por ti es tanta que para tu bienestar, estoy dispuesto a dañarme a mi mismo.

## Soneto
Cuando a ofenderme estés dispuesta,

y mis méritos dispongas a la mirada del desprecio,

a tu lado y en contra mía lucharé,

Y probaré tus virtudes, a pesar de tus engaños.

Con mis propias debilidades, que mejor que nadie las conozco,

de ellas te daré parte y escribiré una historia

de faltas ocultas, de las que estoy repleto;

perdiéndome yo, ganas gloria tú:

y por esto ganaré yo también;

Incluso quebrantando todo mi amor en ti,

Las injurias que me hago a mi mismo,

te aventajan a ti, y el doble a mi.

Tal es mi amor, que a ti te pertenezco,

cual por ese derecho, en mi todo será defectuoso.

- Datos: Q2837102